# Khurutshe
Khurutshe is een dorp in het district Kgatleng in Botswana. De plaats telt 130 inwoners (2011).